# Jerzy Henryk Lubomirski
Jerzy Henryk Lubomirski (28. května 1817 Vídeň – 25. května 1872 Krakov) byl rakouský politik polské národnosti z Haliče, během revolučního roku 1848 poslanec Říšského sněmu. Pocházel z polského knížecího rodu Lubomirských.

## Biografie
Jeho otcem byl šlechtic a mecenáš Henryk Lubomirski. Syn Kazimierz Lubomirski působil jako politik. Jerzy Henryk studoval v Praze a Vídni. Již během studií v Praze na Karlo-Ferdinandově univerzitě navázal kontakty s českými obrozenci.
Během revolučního roku 1848 se zapojil do politického dění. 6. dubna 1848 byl členem haličské delegace ve Vídni u císaře. Pak odešel do Vratislavi, kde se účastnil polského sjezdu. Zastupoval Halič také na Slovanském sjezdu v Praze. V Praze se stal také svědkem povstání a následné vojenské represe. Při konfrontacích s vojskem byl dokonce zadržen a propuštěn až díky intervenci Františka Antonína z Thun-Hohenštejna.
Ve volbách roku 1848 byl zvolen do rakouského ústavodárného Říšského sněmu. Zastupoval volební obvod Łańcut v Haliči. Uvádí se jako statkář. Rezignoval v prosinci 1848. V seznamu poslanců z ledna 1849 již nefiguruje. V lednu 1849 místo něj do sněmu nastoupil Alfred Potocki.
Po obnovení ústavní formy vlády počátkem 60. let se stal ještě poslancem Haličského zemského sněmu.
V letech 1869–1872 byl kurátorem sbírek Ossolinea. Patřil mezi zakladatele krakovské akademie věd. Našel Bibli královny Žofie coby přední památku starého polského písemnictví a vydal ji vlastním nákladem.
Udržoval styky s českými představiteli, jeho přítelem byl například duchovní Václav Štulc. V polském prostředí se profiloval jako čechofil a slavjanofil.